# Papstkreuz (Heraldik)

Papstkreuz

Das Papstkreuz (auch Pontifikalkreuz oder Päpstliches Kreuz) ist ein Kreuz mit drei sich nach oben verjüngenden parallelen Kreuzarmen. In der Grundversion sind alle Kreuzarme gleich breit.
Dem Kreuz wird eine gewisse Symbolik zugeordnet. So reflektieren die Kreuzarme die drei päpstlichen Gewalten. Diese sind die Priester-, Hirten- und Lehrgewalt.
Das dreifache Kreuz ist erst seit dem 15. Jahrhundert als Erweiterung des Patriarchenkreuzes (Doppelkreuz) bekannt. Es wird nicht in der Heraldik der Papstwappen verwendet.
Als besonderes Zeichen, dass die Dominikaner und später die Jesuiten direkt dem Papst und nur dem Papst gegenüber verantwortlich sind,
ziert das Pedum rectum die jeweiligen kirchlichen Gebäude (Beispiel: Jesuiten in Kalksburg bei Wien).